# Congrong lu
Congrong lu (從容錄) – Zapiski Wielkiego Spokoju (jap. Shōyō-roku; wiet. Thong dong lục) – zbiór gong’anów (jap. kōan).
Zapiski są zbiorem 100 gong’anów. Wybrał je i skomentował mistrz chan Hongzhi Zhengjue znany także jako Tiantong Hongzhi i Tiantong Zhengjue (1083/91–1157/59). Nazwa dzieła pochodzi od nazwy pustelni mistrza, który przebywał w niej na odosobnieniu. Mistrz ten ocalił chylącą się do upadku szkołę caodong (jap. sōtō). Słynna jest jego polemika z mistrzem chan szkoły linji Dahui Zonggao (1089–1163), jednak wbrew temu, co się potocznie sądzi, byli przyjaciółmi i nawzajem się zawsze wspierali. 
Polemika między nimi dotyczyła kwietyzmu, który stał się chorobą ówczesnego chanu. Dahui podkreślał raczej metodę Koanową, a Hongzhi raczej spokojne siedzenie. Ale Dahui nie unikał spokojnego siedzenia, a Hongzhi – pracy z gong’anami. Dahui podkreślał, że spokój jest jedynie środkiem praktyki, a nie jej końcem, do czego zdaje się zmierzano w szkole caodong.
Te różnice widać w obu wielkich zbiorach gong’anów Biyan lu (Zapiski Błękitnej Skały) i Congrong lu. Oba teksty pod względem artystycznym są na takim samym, najwyższym poziomie. Jednak gong’any z Zapisków Błękitnej Skały są bardziej gwałtowne, dynamiczne i energiczne, podczas gdy te z Zapisków Wielkiego Spokoju są bardziej stonowane, spokojniejsze, cichsze. Jak powiedział opat Zen Mountain Center w Tassajara Niektórzy ludzie mogą powiedzieć, że są bardziej literackie, ale ja wolałbym powiedzieć babcine, bardzo kochające i bardzo subtelne.
Oryginalny tekst Zapisków zaginął w Chinach północnych w czasie licznych najazdów mongolskich. Został on zrekonstruowany przez mistrza chan Wansonga Xingxiu na żądanie jednego z jego uczniów, polityka, początkowo konfucjanisty a potem buddysty Yelü Chucaia. Wansong nie dość, że tekst zrekonstruował, to obdarzył go jeszcze własnymi komentarzami.
Zbiór ten był wykorzystywany do praktyki chan przez niektórych mistrzów szkoły caodong i jest w dalszym ciągu w użyciu w szkole sōtō.